# Myricaria prostrata
Myricaria prostrata är en tamariskväxtart som beskrevs av Joseph Dalton Hooker och Thomson. Myricaria prostrata ingår i släktet klådrissläktet, och familjen tamariskväxter. Inga underarter finns listade.